# Baloğlu, Orhaneli
Balıoğlu là một xã thuộc huyện Orhaneli, tỉnh Bursa, Thổ Nhĩ Kỳ. Dân số thời điểm năm 2011 là 133 người.